# Logarytm

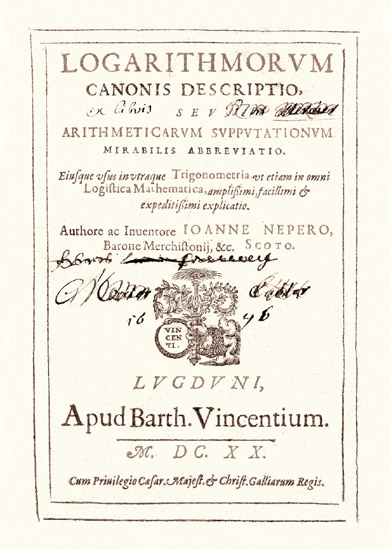
Dzieło Logarithmorum canonis descriptio Johna Napiera z 1620 roku, w którym podpisuje się on nazwiskiem „Neper”.

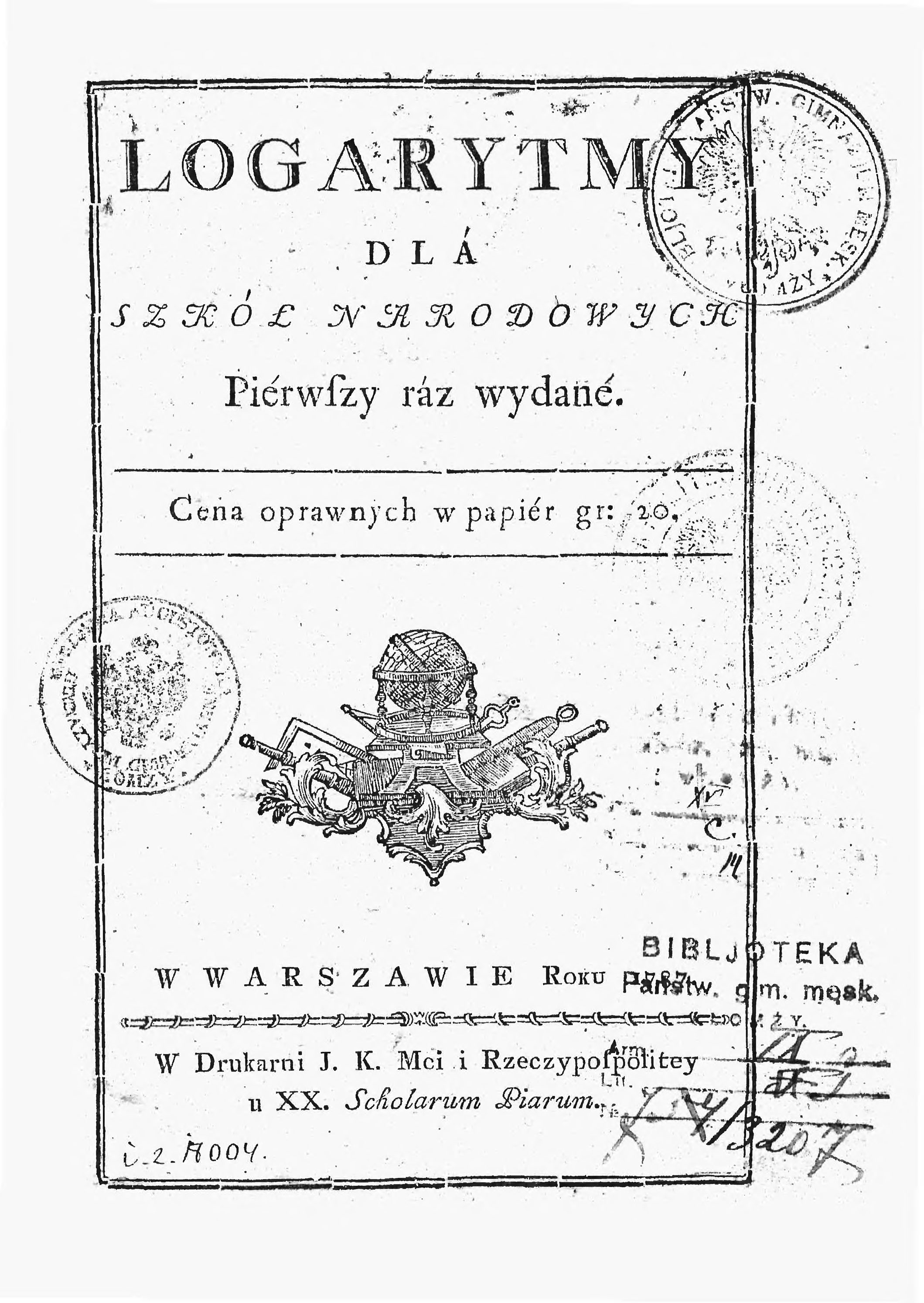
Logarytmy dlá szkół narodowych Ignacego Zaborowskiego, publikacja Towarzystwa do Ksiąg Elementarnych z 1787.

Logarytm (łac. [now.] logarithmus – stosunek, z gr. λόγ- log-, od λόγος logos – zasada, rozum, słowo, i ἀριθμός árithmós – liczba) – dla danych liczb {\displaystyle a,b>0,\;a\neq 1} liczba oznaczana {\displaystyle \log _{a}b} będąca rozwiązaniem równania {\displaystyle a^{x}=b.} Taka definicja logarytmu została zdefiniowana przez Eulera. Liczba {\displaystyle a} nazywana jest podstawą (zasadą) logarytmu, liczba {\displaystyle b} liczbą logarytmowaną (niekiedy antylogarytmem swojego logarytmu, patrz: antylogarytm). Jest to więc wykładnik potęgi, do jakiej należy podnieść podstawę {\displaystyle a,} aby otrzymać liczbę logarytmowaną {\displaystyle b}.
Przykłady
{\displaystyle \log _{2}8=3,} gdyż {\displaystyle 2^{3}=8,}
{\displaystyle \log _{10}10000=4,} gdyż {\displaystyle 10^{4}=10000.}
Logarytmy po raz pierwszy opisali w XVI wieku matematycy brytyjscy: Szkot John Napier i Anglik Henry Briggs. Były odpowiedzią na konieczność wykonywania żmudnych i czasochłonnych obliczeń w związku z burzliwie rozwijającymi się wówczas astronomią, nawigacją i handlem. Natomiast Euler był pierwszym matematykiem, który przedstawił logarytmy liczb zespolonych. Historycznie praca Eulera na ten temat była pierwszą analizą funkcji przestępnej więcej niż jednej zmiennej.
Pozwalały zastąpić mnożenia, dzielenie, pierwiastkowanie na łatwiejsze odpowiednio dodawanie, odejmowanie i dzielenie przez liczbę naturalną. Tablice logarytmiczne i suwaki logarytmiczne stały się podstawową pomocą we wszelkich obliczeniach naukowych, astronomicznych, geodezyjnych i inżynierskich. Współcześnie, z powodu wyparcia ich przez kalkulatory i komputery, ich użytkowa rola jest dużo mniejsza.
Logarytm przy ustalonej podstawie {\displaystyle a>0,a\neq 1} pozwala zdefiniować funkcję logarytmiczną {\displaystyle f_{a}\colon \mathbb {R} _{+}\to \mathbb {R} } następująco:
{\displaystyle f_{a}\colon x\mapsto f_{a}(x)=\log _{a}x.}

## Definicja formalna

schemat działania suwaka logarytmicznego pokazujący, jak dwie skale logarytmiczne pozwalają zamienić mnożenie na dodawanie

Logarytm jest działaniem zewnętrznym: {\displaystyle \log \colon \;\mathbb {R} _{+}\!\!\setminus \!\!\{1\}\times \mathbb {R} _{+}\;\to \;\mathbb {R} } zdefiniowanym równoważnością:
{\displaystyle \log _{a}b=c\Leftrightarrow a^{c}=b}
(zamiast {\displaystyle \log(a,b)} stosuje się symbolikę {\displaystyle \log _{a}b}).
Logarytm jest więc działaniem odwrotnym do potęgowania. Z własności potęgowania wynika poprawność tak zdefiniowanego działania, tzn. 
- dla każdych {\displaystyle a,b>0,\;a\neq 1} istnieje liczba rzeczywista {\displaystyle c=\log _{a}b.}

Jest też odwrotnie: 
- dla dowolnej liczby {\displaystyle c\in \mathbb {R} } i dowolnej liczby {\displaystyle a>0,\;a\neq 1} istnieje dokładnie jedna liczba {\displaystyle b>0} taka, że {\displaystyle c=\log _{a}b;}
- dla dowolnej liczby {\displaystyle c\in \mathbb {R} } i dowolnej liczby {\displaystyle b>0} istnieje dokładnie jedna liczba {\displaystyle a>0,a\neq 1} taka, że {\displaystyle c=\log _{a}b.}

Oznacza to, że przy ustalonym {\displaystyle a} lub ustalonym {\displaystyle b} działanie {\displaystyle \log } jest różnowartościową suriekcją na zbiór {\displaystyle \mathbb {R} .}

## Logarytm binarny
Logarytm o podstawie równej 2.

## Logarytm naturalny
Logarytm naturalny, nazywany często logarytmem Nepera, to logarytm o podstawie oznaczanej literą {\displaystyle e} równą w przybliżeniu {\displaystyle 2{,}718281828.} Zwyczajowo zamiast {\displaystyle \log _{e}x} pisze się {\displaystyle \ln x.} Wybór za podstawę tej szczególnej liczby podyktowany jest definicją funkcji wykładniczej {\displaystyle \exp ,} dla której {\displaystyle \exp(1)=e,} postaci
{\displaystyle \exp(x)=\sum _{k=0}^{\infty }{\frac {x^{k}}{k!}},}
wtedy jej pochodna (również formalna) {\displaystyle (\exp x)'=\exp x,} co oznacza, że {\displaystyle (\ln x)'={\tfrac {1}{x}}} zamiast {\displaystyle (\log _{a}x)'={\tfrac {1}{x\ln a}},} ponieważ {\displaystyle \ln e=1.} W pewnym sensie logarytm naturalny jest więc rzeczywiście bardziej „naturalny” spośród logarytmów. Podstawa logarytmu naturalnego {\displaystyle e} jest liczbą przestępną i jedną z najważniejszych stałych matematycznych.

## Logarytm dziesiętny
Zapis bez indeksu {\displaystyle \log x} albo {\displaystyle \lg \;x} oznacza zwykle logarytm dziesiętny (Briggsa), czyli mający u swej podstawy liczbę 10:
{\displaystyle \log x=\lg x=\log _{10}x.}
Konwencja ta jednak bywa myląca, gdyż niektórzy oznaczają tym symbolem logarytm naturalny. W szczególności {\displaystyle \log(x)} oznacza logarytm naturalny w niektórych językach programowania, choć np. w polskiej wersji Microsoft Excela ten sam symbol oznacza logarytm dziesiętny.
Istnieje pewna zależność wartości logarytmu liczby od liczby cyfr przed przecinkiem potrzebnych do jej zapisania:
Dla dowolnej liczby {\displaystyle x>1\land x\neg 1*10^{n},n\in \mathbb {N} } jej logarytm dziesiętny zaokrąglony w górę (sufit) jest równy minimalnej liczbie cyfr przed przecinkiem w zapisie dziesiętnym {\displaystyle x,} np.
{\displaystyle \log 5083495{,}424=6{,}7061624.}
Po zaokrągleniu w górę uzyskujemy 7 i rzeczywiście zapis liczby 5083495,424 wymaga 7 miejsc dziesiętnych przed przecinkiem. Trzeba jednak pamiętać o poniższych wartościach:
{\displaystyle \log 1=0,\,\log 10=1,\,\log 100=2,\dots }
Analogicznie dla dowolnego systemu pozycyjnego o podstawie {\displaystyle b,} należy użyć logarytmu o podstawie {\displaystyle b.}

## Własności
Znaki liczby {\displaystyle \log _{a}b} w zależności od wartości {\displaystyle a,b{:}}
|                       | {\displaystyle 0<b<1} | {\displaystyle b=1} | {\displaystyle 1<b} |
| --------------------- | --------------------- | ------------------- | ------------------- |
| {\displaystyle 0<a<1} | {\displaystyle +}     | {\displaystyle 0}   | {\displaystyle -}   |
| {\displaystyle 1<a}   | {\displaystyle -}     | {\displaystyle 0}   | {\displaystyle +}   |

Wprost z definicji logarytmu wynika:
{\displaystyle a^{\log _{a}b}=b,\qquad \log _{a}a^{b}=b,\qquad \log _{a}1=0,\qquad \log _{a}a=1.}
Z własności potęgi wynikają następujące równości:
|  |  | {\displaystyle \log _{a}(b\cdot c)=\log _{a}b+\log _{a}c,} |  | (1) |

{\displaystyle \log _{a}{\tfrac {b}{c}}=\log _{a}b-\log _{a}c}

|  |  | {\displaystyle \log _{a}b^{c}=c\cdot \log _{a}b} |  | (2) |

{\displaystyle \log _{a}{\sqrt[{n}]{b^{c}}}={\tfrac {c}{n}}\log _{a}b}
Wnioskiem z powyższych jest następująca równość nazywana wzorem na zmianę podstawy logarytmu:
{\displaystyle \log _{a}x={\frac {\log _{b}x}{\log _{b}a}}\qquad {}} albo {\displaystyle {}\qquad \log _{b}a\cdot \log _{a}x=\log _{b}x,}
stąd przyjmując {\displaystyle x=b}
{\displaystyle \log _{a}b={\tfrac {1}{\log _{b}a}}\qquad {}} albo {\displaystyle {}\qquad \log _{b}a\cdot \log _{a}b=1\qquad {}} w szczególności {\displaystyle {}\qquad \log e\cdot \ln {10}=1.}
Z powyższych własności można wykazać m.in. równości
{\displaystyle \log _{a^{n}}b^{m}={\tfrac {m}{n}}\log _{a}b,\qquad a^{\log _{c}b}=b^{\log _{c}a},\qquad \log _{a}c\cdot \log _{b}d=\log _{a}d\cdot \log _{b}c,\qquad x^{y}=a^{y\log _{a}x}}

### Dowody niektórych własności
Wzór (1): Niech {\displaystyle \beta =\log _{a}b,\;\gamma =\log _{a}c.} Stąd, zgodnie z definicją, {\displaystyle a^{\beta }=b,\;a^{\gamma }=c.} Mnożąc stronami obie równości {\displaystyle a^{\beta }a^{\gamma }=bc.} Ponieważ {\displaystyle a^{\beta }a^{\gamma }=a^{\beta +\gamma },} więc {\displaystyle a^{\beta +\gamma }=bc.} Czyli {\displaystyle \beta +\gamma =\log _{a}bc.} Stąd teza.
Wzór (2): Niech {\displaystyle \beta =\log _{a}b.} Stąd, zgodnie z definicją, {\displaystyle a^{\beta }=b.} Podnosząc obie strony do potęgi {\displaystyle \left(a^{\beta }\right)^{c}=b^{c}.} Ponieważ {\displaystyle \left(a^{\beta }\right)^{c}=a^{\beta c},} więc {\displaystyle a^{\beta c}=b^{c}.} Czyli {\displaystyle \beta c=\log _{a}b^{c}.} Stąd teza.
Pozostałe wzory tej sekcji łatwo wynikają z dwóch udowodnionych tu równości.

## Logarytm liczby zespolonej
Logarytm można uogólnić na liczby zespolone, co pozwala obliczać go także dla ujemnych liczb rzeczywistych.
Niech {\displaystyle z} będzie różną od zera liczbą zespoloną. Wtedy:
|  |  | {\displaystyle \ln z=\ln \left(\|z\|\cdot e^{i\cdot \arg z}\right)=\ln \|z\|+i\arg z=\ln \|z\|+i(\phi +2k\pi ),} |  | (1) |

gdzie:
- {\displaystyle k} jest dowolną liczbą całkowitą,
- {\displaystyle \ln |z|} jest zwykłym logarytmem naturalnym z modułu liczby {\displaystyle z} (moduł liczby zespolonej jest liczbą rzeczywistą),
- {\displaystyle \arg } to argument liczby zespolonej {\displaystyle z,}
- {\displaystyle \phi } to argument główny.

W szczególności dla liczb zespolonych:
{\displaystyle \ln 1=2k\pi i,}
{\displaystyle \ln(-1)=(2k+1)\pi i,}
{\displaystyle \ln i={\frac {4k+1}{2}}\pi i.}
Logarytm zespolony nie jest jednoznacznie określony, gdyż daje różne wartości dla różnych {\displaystyle k.} Przyjmując {\displaystyle k=0} otrzymujemy tzw. wartość główną logarytmu. Niektórzy autorzy oznaczają ją dla odróżnienia dużą literą: {\displaystyle \operatorname {Ln} .} Inni przeciwnie – wielką literą oznaczają ogólną postać logarytmu, a małą wartość główną. Jeszcze inni obydwie wersje oznaczają tym samym symbolem pisanym małą literą.
Logarytm o podstawie zespolonej można sprowadzić do logarytmu naturalnego stosując wzór na zmianę podstawy:
{\displaystyle \log _{w}z={\frac {\ln z}{\ln w}},}
gdzie:
- {\displaystyle w} i {\displaystyle z} są liczbami zespolonymi, {\displaystyle z,w\neq 0,\;w\neq 1}
- {\displaystyle \ln z} i {\displaystyle \ln w} są dane wzorem (1).

Oczywiście zbiór wartości {\displaystyle \log _{w}z} jest podwójnie indeksowany.

## Kologarytm
Liczbę przeciwną do logarytmu z {\displaystyle x} nazywało się niegdyś kologarytmem {\displaystyle x} i oznaczało {\displaystyle \operatorname {clg} x} lub {\displaystyle \operatorname {colog} x.} Dzisiaj pojęcie to odchodzi w zapomnienie i pisze się po prostu {\displaystyle -\log x.} Wyrażenie to używane jest do tej pory m.in. w chemii przy określaniu skali kwasowości.

## Logarytm dyskretny
Logarytm dyskretny elementu {\displaystyle b} (przy podstawie {\displaystyle a}) w danej grupie skończonej jest to taka liczba całkowita {\displaystyle c,} że w grupie zachodzi równość (stosując notację multiplikatywną dla działania grupowego):
{\displaystyle a^{c}=b.}

## Przykłady i zastosowania

### Matematyka
- Skala logarytmiczna na wykresach – czasami rozpiętość przedstawianych wielkości jest tak duża, że nie wystarczy podziałka liniowa; por. Diagram HR w astronomii.
- Logarytm jest funkcją odwrotną do funkcji wykładniczej. Dlatego przydaje się wszędzie tam, gdzie rozwiązuje się równanie wykładnicze – np. do przewidzenia liczby rat kredytu albo czasu, kiedy rozpad promieniotwórczy doprowadzi do danego stężenia pierwiastka.
- Regresja liniowa: jeśli oczekiwana zależność między danymi jest potęgowa lub wykładnicza, to analizuje się liniową zależność między ich logarytmami.
- Prawo iterowanego logarytmu w probabilistyce,
- Wymiar Hausdorffa fraktali w topologii i teorii miary,
- Asymptotyczne wzrost funkcji pi w teorii liczb,
- W teorii informacji Claude Shannon wyraził entropię informacji przez logarytmy odpowiednich prawdopodobieństw.
- Algorytmika: wiele procedur ma złożoność logarytmiczną (np. wyszukiwanie binarne) lub liniowo-logarytmiczną, np. wiele algorytmów sortowania,
- Opis spirali logarytmicznej występującej w naturze,

### Inne dziedziny
- Skala pH w chemii,
- skala Richtera w sejsmologii,
- Poziom natężenia dźwięku jest logarytmiczną funkcją natężenia dźwięku,
- Wysokość dźwięku jest logarytmiczną funkcją jego częstotliwości,
- Prawo Webera-Fechnera w psychologii i fizjologii percepcji,
- Prawo Fittsa w ergonomii,
- Jasność absolutna w astronomii,
- Logarytmiczny dekrement tłumienia w fizyce, np. w akustyce oraz w elektrotechnice,
- W fizyce statystycznej Ludwig Boltzmann wyraził entropię przez logarytm objętości w przestrzeni fazowej. Uogólnił w ten sposób makroskopową definicję entropii Clausiusa,
- Rozkład Benforda w statystyce i ekonomii,
- Wzór Ciołkowskiego opisujący ruch rakiety.